# Dante Fowler
Pour les articles homonymes, voir Fowler.
(en) Statistiques sur pro-football-reference
Dante Fowler, Jr., né le 3 août 1994 à St. Petersburg en Floride, est un sportif professionnel américain de football américain.
Il joue au poste de Defensive end dans la National Football League (NFL) depuis la saison 2015 et pour la franchise des Commanders de Washington dès 2024.
Sélectionné en 3e choix global lors du preier tour de la draft 2015 de la NFL par les Jaguars de Jacksonville, il y reste quatre saisons avant de rejoindre les Rams de Los Angeles (2018–2019), les Falcons d'Atlanta (2020–2021) et les Cowboys de Dallas (2022–2023). 
Devenu agent libre, il signe le 15 mars 2024 un contrat d'un an avec les Commanders de Washington.
Auparavant, au niveau universitaire, il a joué pour les Gators de l'université de Floride pendant trois saisons (2012-2014) dans la NCAA Division I FBS et sa Southeastern Conference (SEC) où il est sélectionné dans la deuxième équipe SEC en 2013 et la première équipe SEC en 2014.